# شمس الدين البساطي
شمس الدين أبو عبد الله، محمد بن أحمد بن عثمان بن مقدِّم بن محمد بن حسن بن غانم بن محمد بن عليم الطائي البساطي المالكي، قاضى قضاة الديار المصرية في القرن التاسع الهجري. ولد في بساط (الغربية «حالياً الدقهلية» جمهورية مصر العربية) سنة 760 هـ الموافق 1359م. ولد في جمادى الأولى سنة ستين وسبعمائة - كذا قال حافظ العصر ابن حجر - وقال النجم بن فهد: في أواخر المحرم - ببساط.
انتقل إلى القاهرة سنة ثمان وسبعين وسبعمائة، فاشتغل بها كثيراً في عدة فنون، فتفقه واشتهر ودرس وناب في الحكم ابن عمه. كان نابغة الطلبة في شبيبته، واشتهر أمره، وبعد صيته، وبرع في فنون المعقول والعربية والمعاني والبيان والأصلين، وصنف فيها وفي الفقه. حفظ رسالة ابن أبي زيد ثم رحل إلى القاهرة، درس الفقة على قريبه سليمان بن خالد بن نعيم، وتاج الدين بهزام، والابناسى، وعبيد البشكالى، وأخذ عن النور الجلاوى المغربي الفقة والعقليات ولازمه عشر سنين وبعد موتهأخذ العقليات عن العز ابن جماعة وقنبر العجمى، وأخذ أصول الفقة عن ابن خلدون وأبى عبد الله الركراكى، والعربية عن الأخير والشمس الغمارى. وسمع على ابن أبي المجد، والتقى الدجوى، والحجال ابن الشرائحى، وابن الكشك، والغمارى، والنجم ابن رزين، والابناسى، وغيرهم.
عاش دهراً في بؤس بحيث أنه كان ينام على قشر القصب، ثم تحرك له الحظ فتولى تدريس المالكية بمدرسة جمال الدين الأستادار، ثم مشيخة تربة الملك الناصر، ثم تدريس البرقوقية، وتدريس الشيخونية وناب في الحكم عن ابن عمه. تولى القضاء بالديار المصرية سنة ثلاث وعشرين وثمانمائة، فأقام فيه عشرين سنة متوالية لم يعزل منه، ورافقه من القضاة خمسة من الشافعية: الجلال البلقيني، والولي بن العراقي، وشيخنا قاضي القضاة علم الدين البلقيني، وابن حجر والهروي. ومن الحنفية: ابن الديري، وولده، والتفهنني، والعيني. ومن الحنابلة: ابن مغنى والمحب البغدادي، والعز المقدسي.
حدث بالقاهرة ومكة وسمع منه الكثير مثل ابى القاسم النويرى، والثعالبى، والقلصاوى، وعبد القادر المكي، والشمس السخاوى، والتقى الشمنى، وقاضي القضاة محيي الدين المالكي قاضي مكة. ومحمد ابن فرحون وغيرهم. أخذ عنه جماعة من أهل العصر، منهم العلامة المحقق جلال الدين محمد بن أحمد المحلى الشافعي (791 : 864) حيث لازم البساطى في التفسير وأصول الدين وغيرها وانتفع به كثيراً.

## الكتب
صنف كتباً منها:
- شفاء الغليل في مختصر الشيخ خليل.[3]
- حاشية على «المطول» للتفتازانى.
- مقدمة في أصول الفقه.
- المغنى في الفقه.
- توضيح المعقول وتحرير المنقول.
- حاشية على «شرح مطالع الأنوار» في المنطق للقطب الرازي.
- حاشية على «المواقف» في الكلام للعضد عبد الرحمان الإيجي.
- مقدمة مشتملة على مقاصد «الشامل» في الكلام.
- «شرح ابن الحاجب الفرعي».
- «نكت على الطوالع» للبيضاوي.
- مقدمة في أصول الدين وغير ذلك.

## الوفاة
مات بالقولنج يوم الخميس ثاني عشر رمضان سنة 842هـ. وأمطرت السماء بعد دفنه مطراً غزيراً. ما زال نسله ممتداً في الدقهلية والإسكندرية والفيوم والقاهرة ودمياط، وبمكة المكرمة والمدينة المنورة، ومنهم القضاة والمحامين والأطباء والأدباء والشعراء والمهندسين والمحاسبين.